# Prinz Eugen
Prinz Eugen var en svær tysk krydser bygget på Germania-værftet i Kiel. Kølstrakt 1936 og færdigbygget 1940. Deltog i operation "Rheinübung" (Bismarcks togt), som endte med sænkningen af dette slagskib i 1941. Overgav sig i Københavns havn maj 1945. Blev sejlet til USA og sænket i a-bombetest i 1946 på Kwajalein-atollen.
Foruden Prinz Eugen bestod Admiral Hipper-klassen af 4 skibe:
- Admiral Hipper.
- Blücher, sænket i Oslofjorden d. 9. april 1940.
- Lützow afleveret under bygning til Stalin inden angrebet på Sovjetunionen, men blev her aldrig færdigbygget.
- Seydlitz forsøgt ombygget til hangarskib, men blev aldrig færdigbygget.

8°45′10″N 167°40′59″Ø / 8.7527361111111°N 167.6831°Ø